# Schakal
Schakal (укр. «Шакал») — другий сингл швейцарського гурту Lacrimosa. Реліз відбувся в 1994 році. Це перший запис гурта, в якому узяла участь Анне Нурмі. Вона виконала партії фортепіано та синтезатора, а також фрагмент на фінською мовою в заглавному треку. Після цього Анне стала постійною учасницею гурту та співавтором деякої музики та текстів.
На трек Schakal був знятий  кліп. Він вийшов на першій збірці кліпів гурту The Clips 1993—1995 в 1995.

## Список композицій
| #  | Назва                                     | Автор      | Тривалість |
| -- | ----------------------------------------- | ---------- | ---------- |
| 1. | «Schakal» (Edit Version)                  | Тіло Вольф | 6:38       |
| 2. | «Schakal» (Piano Version)                 | Тіло Вольф | 5:17       |
| 3. | «Vermächtnis Der Sonne» (Akustik Version) | Тіло Вольф | 3:34       |
| 4. | «Seele In Not» (Metus Mix)                | Тіло Вольф | 7:02       |